# Левитан, Евгений Александрович
Евге́ний Алекса́ндрович Левита́н (род. 9 декабря 1943, Ленинград) — советский и российский пианист и музыкальный педагог, ученик Берты Маранц и Станислава Нейгауза. Заслуженный деятель искусств РФ, профессор, лауреат Премии фонда «Русское исполнительское искусство».
Родился в г. Ленинграде в семье врачей. По материнской линии — племянник известного русского поэта Александра Введенского. С 1973 г. преподавал в Уральской государственной консерватории им. М.П. Мусоргского; в течение ряда лет — заведующий кафедрой специального фортепиано. С 2005 года — заведующий кафедрой специального фортепиано Челябинской государственной академии культуры и искусств. Более 20 учеников Е. А. Левитана являются Лауреатами Международных конкурсов, среди которых — А. Чернов, Е. Нефёдов, Е. Ханин, М. Кутуев, А. Бородин, М. Ивашков, А. Нечаев, С. Хуланхов, Д. Хуланхов, А. Литвиненко, Е. Симакова, Д. Каукин, Э. Фарахова, А. Федотов и др.
Концертирует в России и за рубежом. Автор фундаментальных работ о Станиславе Нейгаузе и Берте Маранц, опубликованных в центральных издательствах. Является председателем и членом жюри ряда конкурсов пианистов в России и за рубежом.
Е. А. Левитан — основатель Международного конкурса им. Станислава Нейгауза, который состоялся в апреле 2007 и в ноябре 2010 года в г. Челябинске под председательством выдающихся пианистов современности Владимира Крайнева и Элисо Вирсаладзе. 3-й конкурс прошел в ноябре 2015 года (председатель Э.Вирсаладзе).